# Eivind Hofstad Evjemo
Eivind Hofstad Evjemo (* 3. Juni 1983 in Levanger, Norwegen) ist ein norwegischer Schriftsteller.

## Leben
Evjemo studierte Vergleichende Literaturwissenschaften an der Universität Oslo und Literatur an der Universität Göteborg. Für sein 2009 veröffentlichtes Romandebüt Vekk meg hvis jeg sovner wurde er mit dem Tarjei-Vesaas-Debütantenpreis ausgezeichnet, den er mit Kjersti Annesdatter Skomsvold teilte. Für seinen zweiten Roman Det siste du skal se er et ansikt av kjærlighet erhielt er 2012 eine Longlistnominierung für den Romanpreis der P2-Zuhörer.

## Werke
- Vekk meg hvis jeg sovner (2009), ISBN 978-82-02-29689-6
- Det siste du skal se er et ansikt av kjærlighet (2012), ISBN 82-02-36551-1
- Velkommen til oss (2014), ISBN 978-82-02-45211-7 (dt. Vater, Mutter, Kim, Luftschacht-Verlag 2019, ISBN 978-3-903081-37-6)
- Kvelningsminner (2016).